# Imposición
La imposición es una de las etapas fundamentales del proceso de preprensa. Consiste en el ordenamiento de las páginas de un documento dentro de la hoja de la impresora, obteniendo así impresiones más eficientes, simplificando los procesos de cosido, optimizando el uso del papel, etc.
Una imposición correcta minimiza el tiempo de impresión maximizando el número de páginas por impresión, ahorrando tiempo y material. Con este fin, la hoja impresa debe estar lo más llena posible.
Composición y arreglo de las planas para que, al ser impresas, aparezcan los márgenes correspondientes. 

## La tarea
Ordenar las páginas dentro de la hoja de la impresora, teniendo en cuenta los tres siguientes parámetros (¿!):
- Formato del producto: El tamaño de la página terminada determina cuántas páginas caben dentro de una hoja de impresora (1,2,4...).
- Cantidad de páginas del documento.
- Tipo de cosido: las distintas signaturas cómo se arma el libro: todas las páginas cortadas unas al lado de otras (nUp), dobladas unas dentro de otras (cuadernillos), etc.

Para entender la relación entre las páginas se puede usar un borrador de imposición, esto se hace doblando hojas de papel de la forma en que la imprenta imprimirá, cortará y doblará el documento. Así se logra una pequeña copia que puede ser de ayuda para paginar el libro.
En el ejemplo de arriba, se prepara para la impresión un libro de dieciséis páginas. Hay ocho páginas en una cara de la hoja y sus correspondientes ocho al reverso. Después de imprimirlo, el papel se dobla verticalmente por la mitad, luego se vuelve a doblar horizontalmente, para terminar por un tercer pliego. La imagen de más abajo muestra el resultado listo para coserlo y guillotinarlo.

## Técnicas análogas
La imposición ha existido como necesidad  desde los primeros tiempos de la imprenta, cuando las páginas se disponían usando tipos móviles, ensamblándolas en un marco de metal —llamado en inglés chase— y afirmándolas con cuñas —quoins—.
A fines del siglo XX, la mayor parte del trabajo de tipografía se hacía en películas fotográficas. Las hojas se combinaban manualmente sobre una mesa de luz, proceso que en inglés recibía el nombre de stripping. Obreros calificados debían pasar muchas horas juntando pedazos de película con la secuencia y orientación correctas. El término también se empleaba a otros cambios aplicados a una página lista, como correcciones ortográficas. Las técnicas digitales hicieron este trabajo menos penoso, y lo que ha forzado a abandonarlo cada vez más masivamente ha sido la introducción de las "CTP", que ponen las páginas directamente en las planchas de impresión; éstas no pueden ser editadas con cuchilla. Además, se necesitaría una precisión extrema para trabajar con colores, pues cada color está en una película propia.

## Técnicas digitales
Los procesos manuales de imposición tienden a ser el cuello de botella de la industria de la imprenta. El primer software de imposición digital, Impostrip, fue lanzado al mercado en 1989. La era de la imposición digital no sólo ha ayudado bastante para asegurarse que la disposición y orden de las páginas son correctos con mayor precisión, sino que también se han reducido notablemente los errores usuales (p. ej. pequeños descalces debidos a la paraláxis). Se puede «imponer» un libro entero en un instante aplicándole complejas funciones. Las opciones de encuadernado y cosido se pueden cambiar al vuelo y pueden enviarse a múltiples dispositivos simultáneamente, a menudo sin intervención del usuario. A la vez, las técnicas digitales ayudan a reducir los costos de material y tiempo. Hay varias perspectivas distintas acerca de la imposición digital.
- Imposición en el programa de diseño. Los mismos programas que sirven para diseñar de a una página a menudo sirven también para diseñar pliegos enteros, a veces por un simple proceso de copiar/pegar. Esto todavía se usa bastante, especialmente para pequeños volúmenes de trabajo, mas una alternativa popular son funciones de imposición incluidas en la herramienta de diseño, o agregadas a esta. Típicamente, estas funciones toman un documento con múltiples páginas y crean un nuevo documento con los pliegos resultantes. Estos son luego impresos a una película o plancha.

- Imposición post-diseño. Una aplicación de post-diseño podría tomar un archivo PostScript o PDF compuesto de páginas sueltas y producir otro archivo con la disposición de las hojas impuestas y listas para la impresión. Una variante es aceptar como entrada cada una de las páginas como un documento aparte. Esto es especialmente útil para revistas o periódicos, en que las páginas se suelen trabajar simultáneamente por distintos grupos.

- Imposición en la impresora. Algunos controladores de impresora permiten enviar las páginas del documento a imprimir ordenadas de a varias dentro de la hoja. Esto no es muy común en la imprenta profesional, pero es popular para la impresión en cuadernillos en impresoras de oficina.

- Imposición en el periférico. También conocido en inglés como "imposición RIP". Se envía el documento tal cual y es el periférico el que hace la imposición. Mientras esto tiene como ventaja el afinamiento de la imposición para un periférico en específico, el costo es que no hay ningún preview hasta tener el resultado final, lo cual puede significar gastar costosas planchas de impresión e incluso errores en las copias finales (en una imprenta digital).

La disposición impuesta recibe en inglés el nombre de printer's spread. Su opuesto es el reader's spread, el cual muestra en pantalla un ejemplar impreso y terminado tal cual el lector lo recibirá, no la impresora; específicamente, en un reader's spread típico, los pares de páginas opuestas se muestran lado a lado (p. ej. las páginas 2 y 3 van juntas).

## Prueba de imposición
El último paso antes de empezar la impresión es la prueba de imposición.
A esta prueba también se le conoce como blue copy en inglés, blue copy digital a prototipo, o como blues plotter.
La prueba se hace para revisar con un prototipo que la imposición está correcta. Típicamente se verifica que las páginas estén en el orden que corresponde y que los márgenes coincidan. No sirve de prueba para las imágenes o colores ya que se suele hacer con baja resolución.
Como la mayoría de las impresoras sólo imprimen el papel por un lado, para la prueba se imprimen los lados por separado. Primero se cortan los márgenes, fijándose que estén en la posición correcta. Luego las dos hojas se pegan para formar una sola hoja como si hubiese sido impresa por ambos lados, la cual luego se dobla, logrando un prototipo de la signatura.